# Ferdinand Fellmann

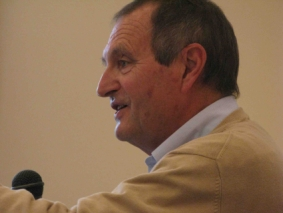
Ferdinand Fellmann

Ferdinand Fellmann (* 14. Dezember 1939 in Hirschberg im Riesengebirge, Schlesien; † 28. Oktober 2019 in Münster) war ein deutscher Philosoph.

## Leben
Ferdinand Fellmann war der Sohn eines Bäckers (geboren 1896), der in Hirschberg eine eigene Bäckerei und Konditorei hatte. Der Großvater väterlicherseits stammte aus Odessa. Die Hirschberger Familie konnte nach ihrer Flucht in Hameln an der Weser
wiederum eine Bäckerei und Konditorei aufbauen.
Fellmann, der bis in die 1980er Jahre hinein die Schmetterlingskunde aktiv betrieb, studierte ab 1959 die Fächer Anglistik und Romanistik an der Universität Münster. Im romanischen Seminar lehrte Heinrich Lausberg. Mit einem Auslandsstipendium konnte Fellmann im Jahr 1961 an der Universität Pavia studieren. Von 1962 bis 1965 folgte ein Studium der Romanistik und Philosophie an den Universitäten Gießen und Bochum. Hier waren seine Lehrer der Romanist Hans Robert Jauß und der Philosoph Hans Blumenberg. 1967 wurde Ferdinand Fellmann bei Hans Blumenberg an der Universität Bochum mit einer Arbeit über Nikolaus von Oresme promoviert. Er habilitierte sich 1973 an der Universität Münster mit einer Schrift über Das Vico-Axiom.
Seine Zusammenarbeit mit Hans Blumenberg hat Ferdinand Fellmann in einem Interview mit der Philosophin Esther Redolfi in der Zeitschrift Information Philosophie dargestellt. Das geistige Erbe seines akademischen Lehrers beschrieb er in kurzen Prosastücken, die er Blumenbergiana nannte und die von ihm regelmäßig auf seiner Homepage veröffentlicht wurden.
1980 erhielt Ferdinand Fellmann eine Professur für Philosophie an der Westfälische Wilhelms-Universität Münster. 1985 übernahm er eine Gastprofessur an der Universität Neapel sowie 1989/1990 an der Technischen Universität Braunschweig. Von Fellmann erschienen deutsche Übersetzungen der italienischen Philosophen Giordano Bruno, Giambattista Vico und Benedetto Croce.
Gegenüber der analytischen Philosophie an deutschen Universitäten blieb Fellmann auf Distanz. Davon zeugen zahlreiche Beiträge, die in den 1980er Jahren auf den Seiten Geisteswissenschaften der Frankfurter Allgemeine Zeitung erschienen sind. So zum Beispiel seine Stellungnahme zur damaligen Kontroverse um Giambattista Vico.
Im Herbst 1993 folgte Fellmann dem Ruf der Technische Universität Chemnitz als ordentlicher Professor für Philosophie und Wissenschaftstheorie. Der Ruf war verbunden mit dem Auftrag, die neue philosophische Fakultät aufzubauen. Dabei bemühte er sich um eine Synthese von idealistischen und materialistischen Denkformen. Seine Auffassung von Philosophie als Orientierungspraxis, die er in dem Band Orientierung Philosophie. Was sie kann, was sie will (1998) veröffentlichte, ist von einigen akademischen Kollegen als häretisch bekämpft worden.
Nach seiner Emeritierung im Jahre 2005 hatte Fellmann Gastprofessuren in Wien und in Trient (Italien) inne. Zuletzt lebte er in Münster. Zu seinen Forschungsschwerpunkten gehören die Phänomenologie, die Ethik und die Philosophische Anthropologie. 2019 erschien seine Autobiographie unter dem Titel Der Erosoph. Mit diesem Neologismus bezeichnet Fellmann den Idealtypus eines postmodernen Philosophen, der Intellekt und Sinnlichkeit, Logos und Eros miteinander verbindet.
Ferdinand Fellmann war mit Uta Fellmann, geb. Randebrock, verheiratet. Der Ehe entstammt der Sohn Sebastian Fellmann (* 1965 in Krefeld).

## Wissenschaftliche Arbeit
Der Eintritt in die akademische Diskussion erfolgte 1975 mit dem Buch Das Vico-Axiom: Der Mensch macht die Geschichte. Entgegen der von Hegels Philosophie des Geistes geprägten idealistischen Auffassung von Geschichte interpretiert Fellmann Giambattista Vicos Neue Wissenschaft kulturanthropologisch: Demnach ist der Mensch zwar alleiniger Urheber der Geschichte, aber er kann ihren Verlauf nicht mit Willen und Bewusstsein steuern.
In den 1980er Jahren hat sich Fellmanns Forschungsgebiet auf die phänomenologische Bewusstseinstheorie verlagert. In Phänomenologie als ästhetische Theorie (1989) interpretiert er Edmund Husserls Lehre von der Wesensschau am Beispiel des fotografischen Schnappschusses als Fall ästhetischer Wahrnehmung des Allgemeinen im Besonderen. Eine Weiterentwicklung der Phänomenologie zur allgemeinen Medientheorie bietet das 2009 in 2. Auflage erschienene Buch Phänomenologie zur Einführung. Mit seiner Theorie des Bildbewusstseins wendet er sich gegen das Dogma von der sprachlichen Erschließung der Welt. In mehreren programmatischen Aufsätzen hat er die Logik des Bildes als eigenständige symbolische Form zwischen Spur und Sprache herausgearbeitet. Den Primat des Bildbewusstseins fasst er in Symbolischer Pragmatismus. Hermeneutik nach Dilthey (1991) in die Formel vom “imagic turn” (vergleiche: iconic turn), die besagt, dass Bilder eine magische Dimension besitzen, die sich nicht restlos in intentionales Bewusstsein auflösen lässt.
Die Einsicht in die Grenzen der sprachanalytisch ausgerichteten Bewusstseinstheorie hat Fellmann nach 1990 zu einer lebensphilosophischen Wende geführt. Seine historische Darstellung der Lebensphilosophie in systematischer Absicht in Lebensphilosophie. Elemente einer Theorie der Selbsterfahrung (1993), lässt klar erkennen, dass er die ideologischen Entartungen nicht zum Kern der Lebensphilosophie zählt. Diesen sieht er vielmehr darin, dass der Mensch als handelndes Wesen immer mit unbeherrschbaren Emotionen und Meinungen rechnen muss, die seine vernünftigen Absichten durchkreuzen, ihm zugleich aber auch Halt im Leben bieten. Der lebensphilosophische Ansatz führt Fellmann zu einer Ethik mit stark utilitaristischen und hedonistischen Zügen. In Die Angst des Ethiklehrers vor der Klasse. Ist Moral lehrbar? (2000) sowie in Philosophie der Lebenskunst zur Einführung (2009) macht er deutlich, dass eine praktikable Ethik nur auf der Grundlage eines realistischen Menschenbildes entwickelt werden kann.
Fellmanns philosophische Anthropologie hat ihre letzte Fassung in Das Paar. Eine erotische Rechtfertigung des Menschen (2013) gefunden. In Analogie zur Paulinischen Rechtfertigungslehre versteht er unter Rechtfertigung eine emotionale Bindung an einen geliebten Menschen, die sich nicht in rationale Gründe (epistemic justification) auflösen lässt. Erotische Liebe rekonstruiert Fellmann im Sinne der genetischen Phänomenologie als Ursprung des menschlichen Selbstbewusstseins, eine Position, die er später evolutionsbiologisch zu untermauern suchte. In Aufsätzen argumentiert er dafür, dass die exzentrische Positionalität des Menschen aus der Sonderstellung seiner Sexualität resultiert. Er hat den Begriff „emotionale Selektion“ als Erweiterung der sexuellen Selektion in die Evolutionstheorie eingeführt und damit der evolutionären Anthropologie neue Wege gewiesen. Fellmann war Mitherausgeber von Charles Darwins Die Abstammung des Menschen und die sexuelle Selektion. Stuttgart 2012.

## Zitat
„Fellmann hat die Lebensphilosophie um eine Dimension der Selbsterfahrung reicher gemacht, die dem von der Sprachanalyse geprägten akademischen Mainstream verschlossen blieb. Wie ich in unseren Gesprächen erfahren habe, ist auch für ihn die Sprache ein Fenster zur Welt, aber nicht so sehr die Sprache der Begriffe als vielmehr die Sprache der Gefühle.“

## Werke

### Monografien
- Der Erosoph. Eine philosophische Autobiographie. Herausgegeben, mit einem Vorwort und einem Anhang versehen von Esther Redolfi. Königshausen & Neumann, Würzburg 2019, ISBN 978-3-8260-6734-1.
- Lebensgefühle. Wie es ist, ein Mensch zu sein. Meiner, Hamburg 2018, ISBN 978-3-7873-3433-9.
- Vernunft im Medium der Phänomenalität. In: Torsten Nieland (Hrsg.): Erscheinung und Vernunft – Wirklichkeitszugänge der Aufklärung. Frank & Timme, Berlin 2018, ISBN 978-3-7329-0520-1.
- Das Paar. Eine erotische Rechtfertigung des Menschen. Alber, Freiburg 2013, ISBN 978-3-495-48577-4.

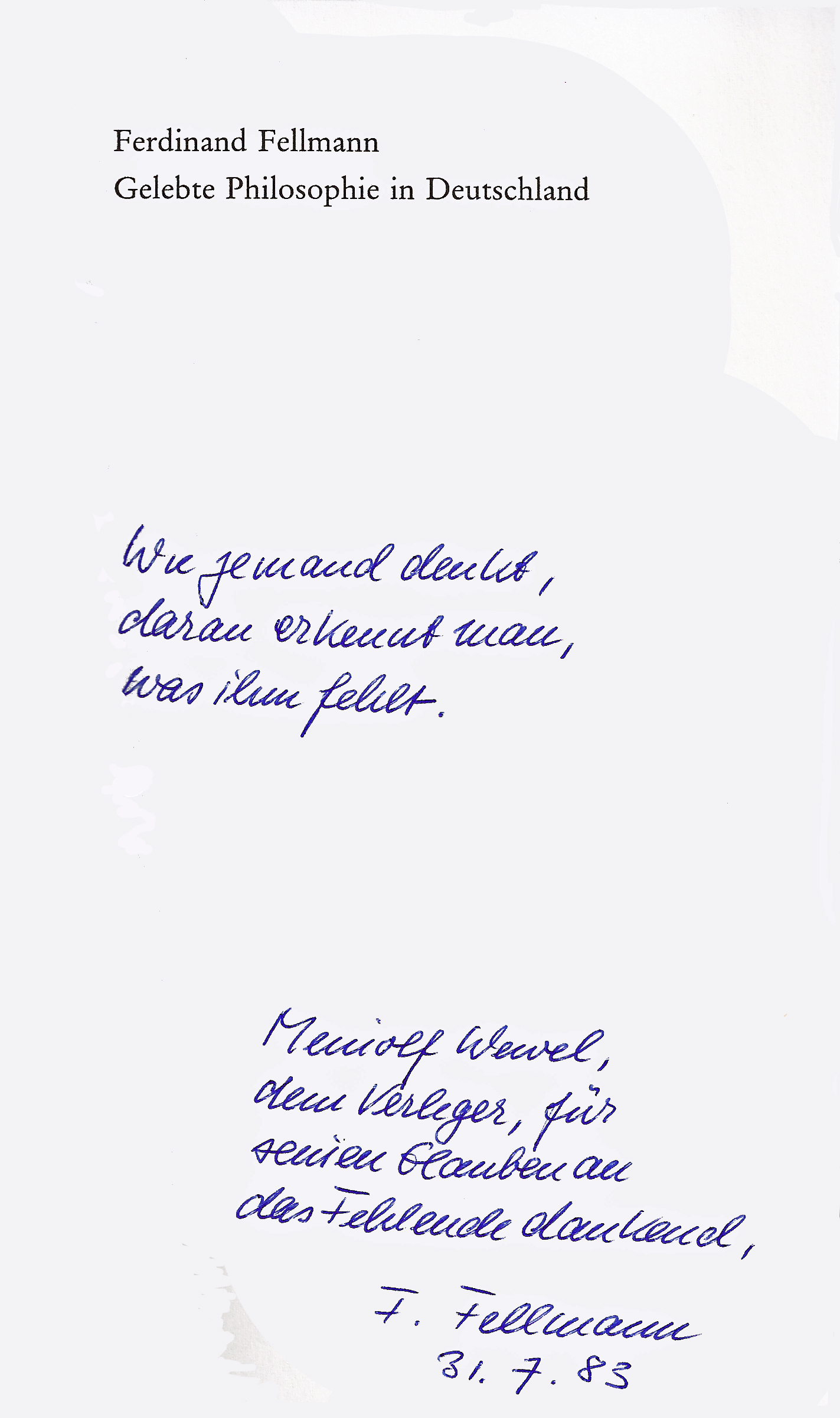
Ferdinand Fellmann Autograph aus dem Jahr 1983

- Philosophie der Lebenskunst zur Einführung. Junius, Hamburg 2009, ISBN 978-3-88506-664-4.
- Der Liebes-Code. Schlüssel zur Polarität der Geschlechter. Parerga, Berlin 2007, ISBN 978-3-937262-74-1, Rezension.[15]
- Phänomenologie zur Einführung. Junius, Hamburg 2006, 2. Auflage 2009, ISBN 978-3-88506-616-3.
- Die Angst des Ethiklehrers vor der Klasse. Ist Moral lehrbar? Philipp Reclam jun., Ditzingen 2000, ISBN 978-3-15-018033-4.
- Orientierung Philosophie. Was sie kann, was sie will. Rowohlt, Reinbek bei Hamburg 1998, 2. durchgesehene Auflage 2000, ISBN  978-3-499-55601-2.
- Lebensphilosophie. Elemente einer Theorie der Selbsterfahrung. (= Rowohlts Enzyklopädie, Bd. 533). Rowohlt, Reinbek bei Hamburg 1993, ISBN 978-3-499-55533-6.
- Symbolischer Pragmatismus. Hermeneutik nach Dilthey. (= Rowohlts Enzyklopädie, Bd. 508). Rowohlt, Reinbek bei Hamburg 1991, ISBN 3-499-55508-5.
- Phänomenologie als ästhetische Theorie. Alber (Reihe Fermenta philosophica), Freiburg / München 1989, ISBN 3-495-47672-5.
- Gelebte Philosophie in Deutschland. Denkformen der Lebensweltphänomenologie und der kritischen Theorie. Alber (Reihe Fermenta philosophica), Freiburg / München 1983, ISBN 3-495-47524-9.
- Phänomenologie und Expressionismus. Alber (Reihe Fermenta philosophica), Freiburg / München 1982, ISBN 3-495-47505-2.
- Das Vico-Axiom: Der Mensch macht die Geschichte. Zugleich Habilitationsschrift 1973 an der Universität Münster. Alber, Freiburg / München 1976, ISBN 3-495-47334-3.
- Scholastik und Kosmologische Reform. Studien zur Oresme und Kopernikus. (= Beiträge zur Geschichte der Philosophie und Theologie des Mittelalters, Neue Folge Bd. 6). Zugleich Dissertation Universität Bochum 1967. Aschendorff, Münster 1971, 2. Aufl. 1988, ISBN 978-3-402-03900-7.

### Herausgeberschaften
- Konfuzius: Das Buch von Maß und Mitte. Zusammen mit Uta Fellmann. Reclam Philipp jun., Ditzingen 2015, ISBN 978-3-15-019248-1.

### Übersetzungen
- Giordano Bruno: Das Aschermittwochsmahl. (= Sammlung Insel, Bd. 43). Einleitung von Hans Blumenberg. Insel-Verlag, Frankfurt am Main 1969.
  - Neuausgabe: Giordano Bruno: Das Aschermittwochsmahl. (= Giordano Bruno Werke, Bd. 2). Herausgegeben von Angelika Bönker-Vallon. Felix Meiner, Hamburg 2019, ISBN 978-3-7873-1802-5.
- Benedetto Croce: Die Geschichte auf den allgemeinen Begriff der Kunst gebracht. (=Philosophische Bibliothek, Bd. 371). Felix Meiner, Hamburg 1984, ISBN 978-3-7873-0621-3.
- Giambattista Vico: Die neue Wissenschaft von der gemeinschaftlichen Natur der Nationen. Auswahl, Übersetzung und Einleitung von Ferdinand Fellmann. Vittorio Klostermann, Frankfurt am Main 1981, ISBN 3-465-01482-0.